# Camp (Falklandeilanden)
Met Camp duiden de Kelpers (bewoners van de Falklandeilanden) het gebied buiten Stanley aan. De Camp is dus al het Falklandse gebied, behalve Stanley. De Camp wordt vertegenwoordigd door drie vertegenwoordigers.
De Camp bevat enkele kleine nederzettingen, zoals Goose Green, Darwin en Port Howard. Port Louis is de oudste nederzetting van de Camp, stammend uit 1764 en gebouwd door de Fransen.

## Falklandoorlog
Veel van de Camp is nog bezaaid met landmijnen uit de Falklandoorlog in 1982.

## Naam
'Camp' komt van het Spaanse campo, dat 'platteland' betekent.

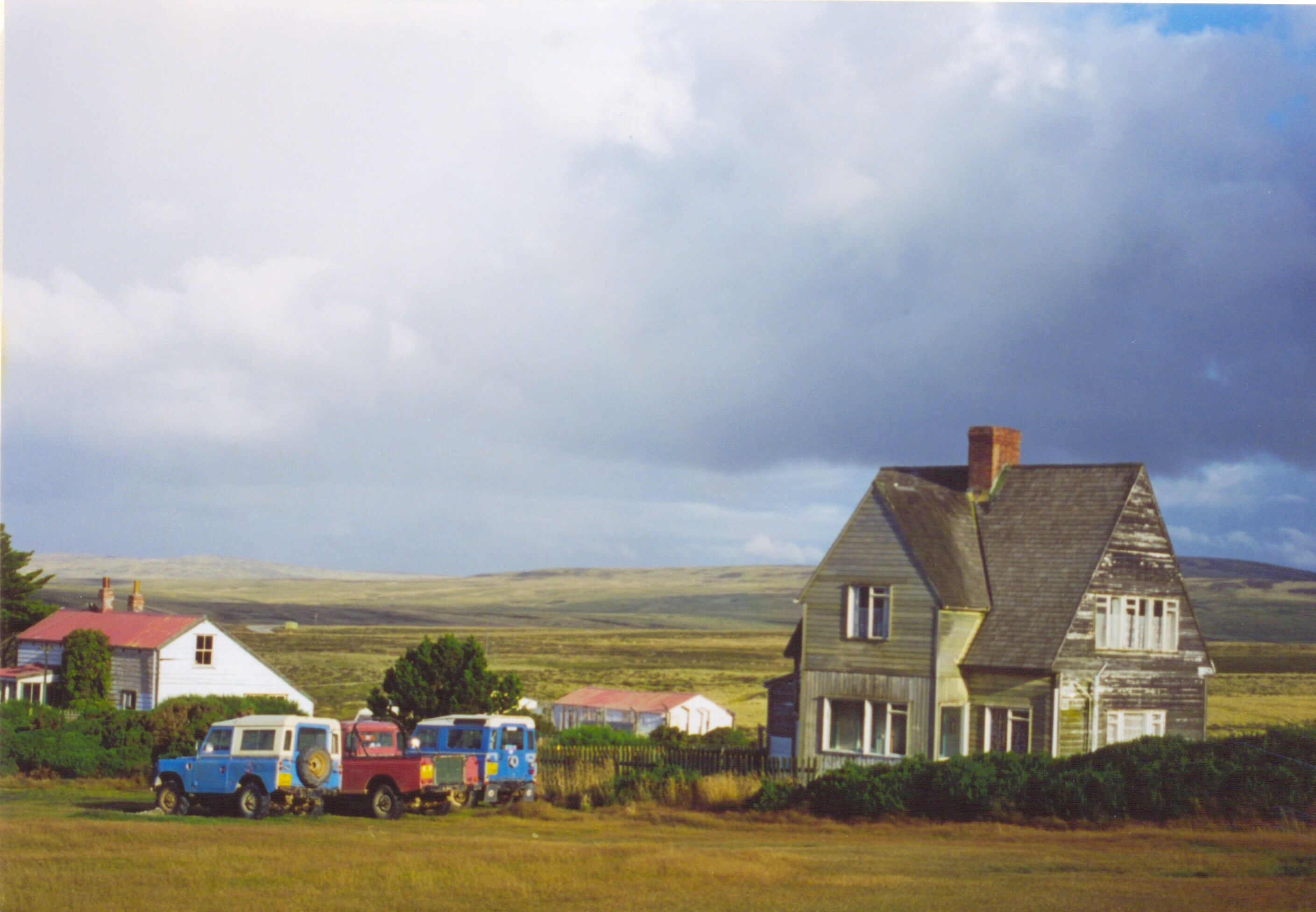
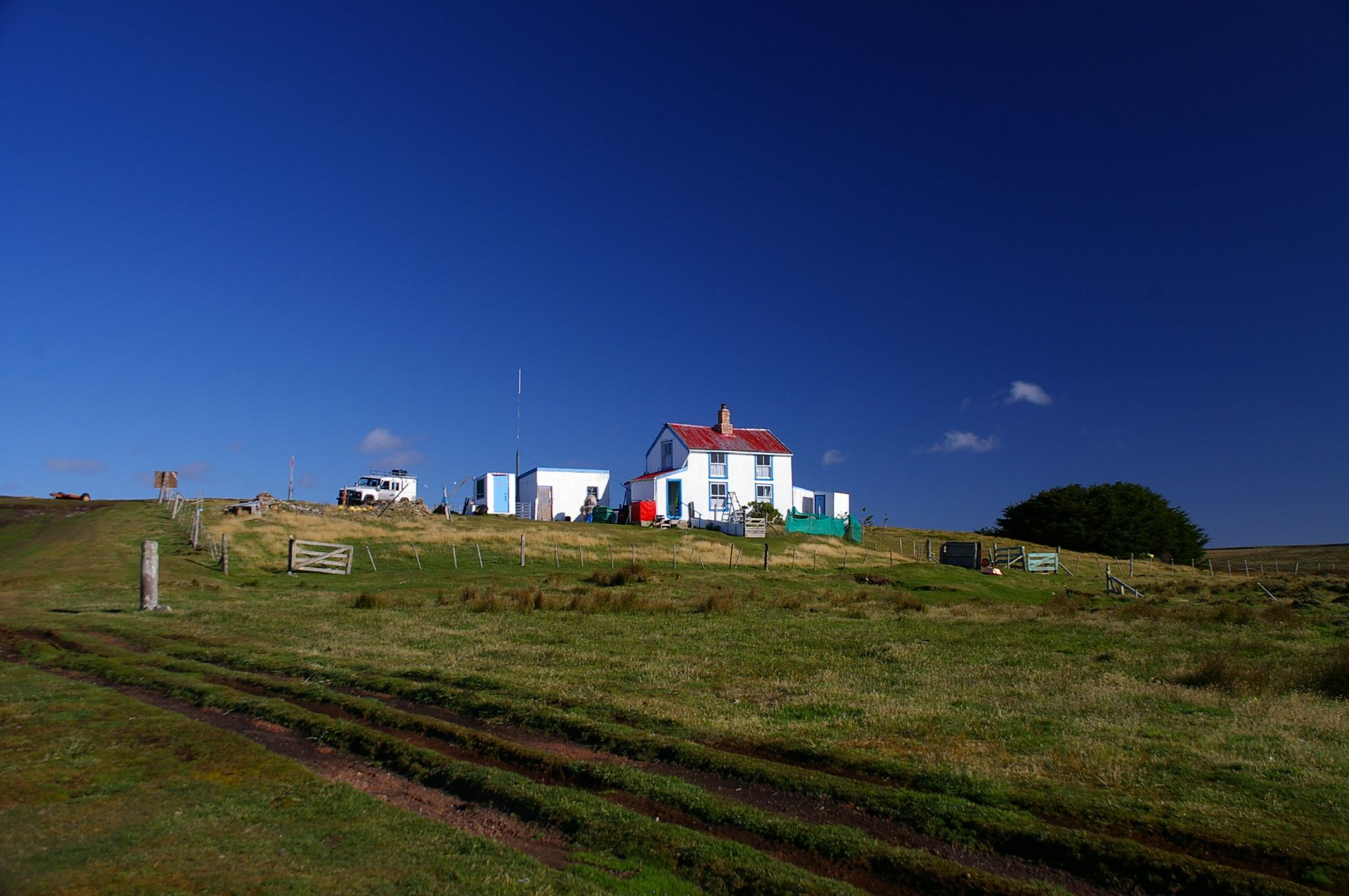
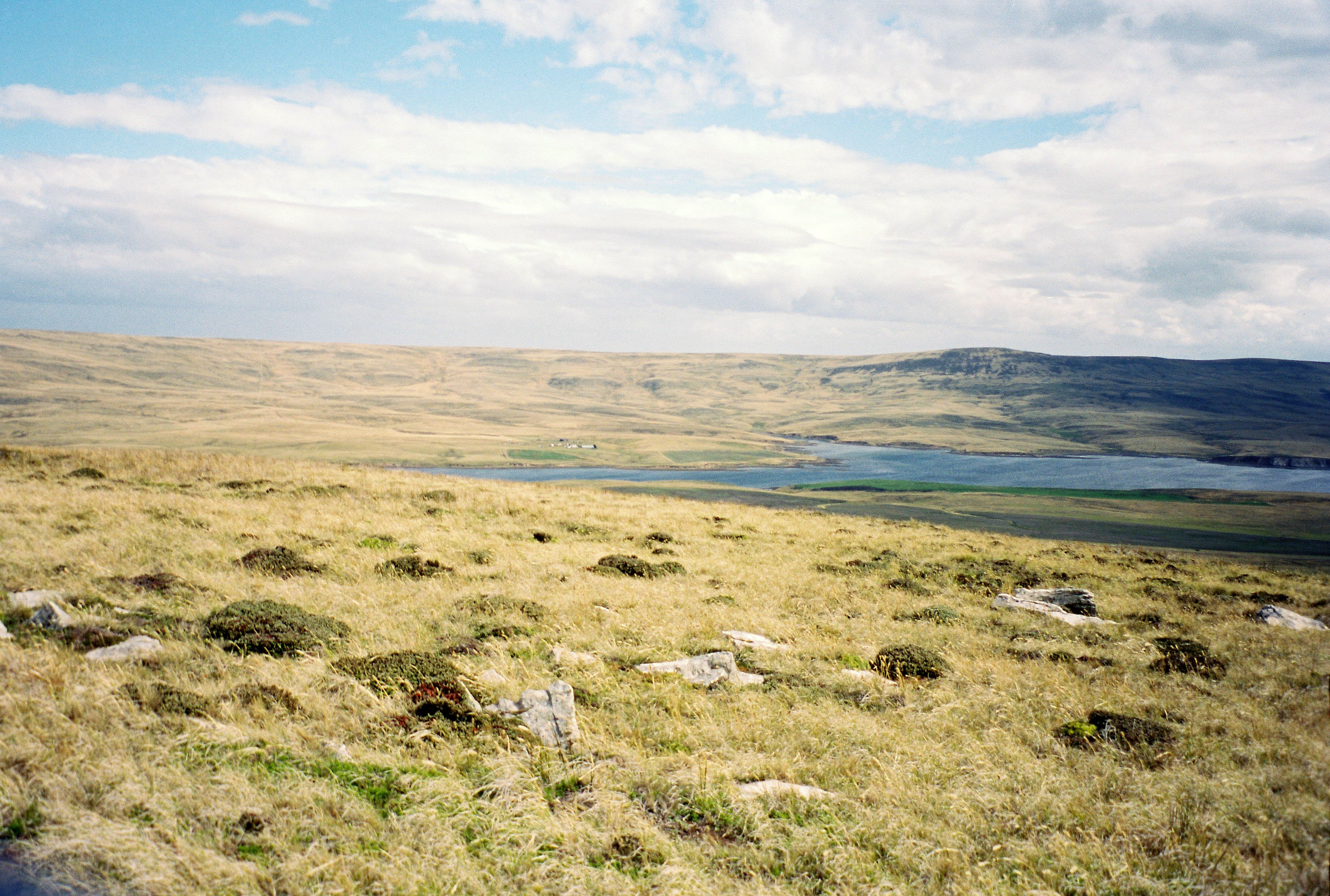

## Zie verder
- Falklandeilanden
- Oost-Falkland
- West-Falkland
- Geschiedenis van de Falklandeilanden